# نرت نوتن (کانزاس)
نرت نوتن (به انگلیسی: North Newton) شهری در ایالت کانزاس کشور ایالات متحده آمریکا است که جمعیت آن در سرشماری سال ۲۰۱۰ میلادی، ۱٬۷۵۹ نفر بوده‌است.